# Vodeće jedinjenje
Vodeće jedinjenje u pronalaženju lekova je hemijsko jedinjenje koje ima farmakološku ili biološku aktivnost i čija hemijska struktura se koristi kao početna tačka za hemijske modifikacije da bi se poboljšala potentnost, selektivnost, ili farmakokinetički parametri.
Vodeća jedinjenja se često nalaze visokopropusnim skriningom („pogodci“) ili među sekundarnim metabolitima iz prirodnih izvora.
Novo otkrivena farmakološki aktivna jedinjenja često nisu podesna za medicinsku primenu i neophodne su dalje hemijske modifikacije da bi postalo moguće da se testiraju u životinjskim modelima ili klinički.